# قرار مجلس الأمن التابع للأمم المتحدة رقم 330
قرار مجلس الأمن التابع للأمم المتحدة رقم 330، الصادر في 21 مارس 1973، بعد الاستشهاد بعدد من قرارات الجمعية العامة بشأن استغلال الموارد الطبيعية لدولة ما من قبل أطراف من دولة أخرى، حث المجلس الدول على اتخاذ تدابير مناسبة لعرقلة أنشطة الشركات التي تحاول عمدا إكراه دول أمريكا اللاتينية. ثم يطلب القرار من الدول الامتناع عن استخدام أو تشجيع استخدام أي نوع من التدابير القسرية ضد دول المنطقة من أجل الحفاظ على السلام والأمن وتعزيزهما في أمريكا اللاتينية.
تمت الموافقة على القرار، الذي تم تبنيه في اجتماع في مدينة بنما، بأغلبية 12 صوتاً، وامتناع ثلاثة عن التصويت من فرنسا والمملكة المتحدة والولايات المتحدة.
وشملت القضايا الأخرى التي نوقشت أثناء وجود المجلس في بنما سيادة البلد على قناة بنما، واستمرار وجود الاستعمار والاستعمار الجديد، ومشاكل التنمية والاعتماد الاقتصادي، ومعاهدة حظر الأسلحة النووية في أمريكا اللاتينية ومنطقة البحر الكاريبي. فشل قرار بشأن قناة بنما بسبب معارضة الولايات المتحدة.

## روابط خارجية
- نص القرار في undocs.org